# Alberto VI di Meclemburgo
Alberto VI, duca di Meclemburgo (1438 – 27 aprile 1483), fu duca di Meclemburgo dal 1477 al 1479 e duca di Meclemburgo-Güstrow dal 1480 al 1483.
Alberto era figlio di Enrico IV, duca di Meclemburgo e Dorotea di Brandeburgo, figlia dell'elettore Federico I. Nel 1464, lui e suo fratello Giovanni VI ricevettero dal loro padre i baliati di Güstrow, Plau, Laage e Stavenhagen come fonte di reddito.
Alberto fu co-reggente con il padre fino alla di lui morte avvenuta nel 1477. Quindi, fu co-reggente con il fratello Magnus II. Nel 1479, suo fratello Baldasarre, che era stato fino a quel momento coadiutore del vescovado di Schwerin, desiderava essere anche co-reggente della Pomerania. La loro madre mediò un accordo per dividere il ducato. Alberto ricevette l'ex principato di Werle, fatta eccezione per la città di Waren, la città e il distretto di Penzlin, Klein Broda, la città e il distretto di Röbel, Bede e il castello di Wredenhagen. Magnus II e Baldasarre regnarono congiuntamente sul resto del ducato.
Alberto morì tre anni dopo, qualche tempo prima del 27 aprile 1483 e fu sepolto nella cattedrale a Güstrow. Dopo la sua morte, il ducato di Meclemburgo fu riunito.
Nel 1466 o 1468, Alberto sposò Caterina di Lindow-Ruppin, ma il matrimonio fu senza figli.

## Ascendenza
|                                     |                          |                                 | Genitori                            |  |  | Nonni |  |  | Bisnonni                         |  |  | Trisnonni                 |  |
|                                     |                          |                                 |                                     |  |  |       |  |  | Magnus I di Meclemburgo-Schwerin |  |  | Alberto II di Meclemburgo |  |
|                                     |                          |                                 |                                     |  |  |       |  |  | Magnus I di Meclemburgo-Schwerin |  |  | Alberto II di Meclemburgo |  |
|                                     |                          | Eufemia di Svezia               |                                     |  |  |       |  |  | Magnus I di Meclemburgo-Schwerin |  |  |                           |  |
| Giovanni IV di Meclemburgo-Schwerin |                          |                                 |                                     |  |  |       |  |  | Magnus I di Meclemburgo-Schwerin |  |  |                           |  |
|                                     |                          | Elisabetta di Pomerania-Wolgast | Barnim IV di Pomerania              |  |  |       |  |  |                                  |  |  |                           |  |
|                                     |                          | Elisabetta di Pomerania-Wolgast | Barnim IV di Pomerania              |  |  |       |  |  |                                  |  |  |                           |  |
|                                     |                          | Elisabetta di Pomerania-Wolgast | Sofia di Werle                      |  |  |       |  |  |                                  |  |  |                           |  |
| Enrico IV di Meclemburgo-Schwerin   |                          | Elisabetta di Pomerania-Wolgast |                                     |  |  |       |  |  |                                  |  |  |                           |  |
|                                     |                          | Eric IV di Sassonia-Lauenburg   | Eric II di Sassonia-Lauenburg       |  |  |       |  |  |                                  |  |  |                           |  |
|                                     |                          | Eric IV di Sassonia-Lauenburg   | Eric II di Sassonia-Lauenburg       |  |  |       |  |  |                                  |  |  |                           |  |
|                                     |                          | Eric IV di Sassonia-Lauenburg   | Agnese di Schauenburg-Holstein-Plön |  |  |       |  |  |                                  |  |  |                           |  |
| Caterina di Sassonia-Lauenburg      |                          | Eric IV di Sassonia-Lauenburg   |                                     |  |  |       |  |  |                                  |  |  |                           |  |
|                                     |                          | Sofia di Brunswick-Wolfenbüttel | Magnus II di Brunswick-Wolfenbüttel |  |  |       |  |  |                                  |  |  |                           |  |
|                                     |                          | Sofia di Brunswick-Wolfenbüttel | Magnus II di Brunswick-Wolfenbüttel |  |  |       |  |  |                                  |  |  |                           |  |
|                                     |                          | Sofia di Brunswick-Wolfenbüttel | Caterina di Anhalt-Bernburg         |  |  |       |  |  |                                  |  |  |                           |  |
| Alberto VI di Meclemburgo           |                          | Sofia di Brunswick-Wolfenbüttel |                                     |  |  |       |  |  |                                  |  |  |                           |  |
|                                     | Federico V di Norimberga | Giovanni II di Norimberga       |                                     |  |  |       |  |  |                                  |  |  |                           |  |
|                                     | Federico V di Norimberga | Giovanni II di Norimberga       |                                     |  |  |       |  |  |                                  |  |  |                           |  |
|                                     | Federico V di Norimberga | Elisabetta di Henneberg         |                                     |  |  |       |  |  |                                  |  |  |                           |  |
| Federico I di Brandeburgo           | Federico V di Norimberga |                                 |                                     |  |  |       |  |  |                                  |  |  |                           |  |
|                                     |                          | Elisabetta di Meißen            | Federico II di Meißen               |  |  |       |  |  |                                  |  |  |                           |  |
|                                     |                          | Elisabetta di Meißen            | Federico II di Meißen               |  |  |       |  |  |                                  |  |  |                           |  |
|                                     |                          | Elisabetta di Meißen            | Matilde di Baviera                  |  |  |       |  |  |                                  |  |  |                           |  |
| Dorotea di Brandeburgo              |                          | Elisabetta di Meißen            |                                     |  |  |       |  |  |                                  |  |  |                           |  |
|                                     |                          | Federico di Baviera-Landshut    | Stefano II di Baviera               |  |  |       |  |  |                                  |  |  |                           |  |
|                                     |                          | Federico di Baviera-Landshut    | Stefano II di Baviera               |  |  |       |  |  |                                  |  |  |                           |  |
|                                     |                          | Federico di Baviera-Landshut    | Isabella d'Aragona                  |  |  |       |  |  |                                  |  |  |                           |  |
| Elisabetta di Baviera-Landshut      |                          | Federico di Baviera-Landshut    |                                     |  |  |       |  |  |                                  |  |  |                           |  |
|                                     |                          | Maddalena Visconti              | Bernabò Visconti                    |  |  |       |  |  |                                  |  |  |                           |  |
|                                     |                          | Maddalena Visconti              | Bernabò Visconti                    |  |  |       |  |  |                                  |  |  |                           |  |
|                                     |                          | Maddalena Visconti              | Beatrice Regina della Scala         |  |  |       |  |  |                                  |  |  |                           |  |
|                                     |                          | Maddalena Visconti              |                                     |  |  |       |  |  |                                  |  |  |                           |  |